# You da One
"You da One" je pjesma barbadoške pjevačice Rihanne. Nalazi se na albumu Talk That Talk. Pjesma je i Rihannin drugi singl s tog albuma. Pjesmu su napisali Ester Dean, Lukasz Gottwald, Rihanna, John Hill i Henry Walter, a producirali Dr. Luke i Cirkut. Pjesma je dobila pozitivne kritike. Neki od kritičara usporedili su je s pjesmama What's My Name i Man Down, s Rihanninog prethodnog albuma Loud. Spot je producirala Melina Matsoukas.